# 流線型/飛び乗れ!!ボニー!!
「流線型/飛び乗れ!!ボニー!!」（りゅうせんけい/とびのれ ボニーは、日本のロックバンド、ザ・クロマニヨンズの8枚目のシングルである。2011年3月2日、自身のレーベルHAPPY SONG RECORDSからリリース。

## 概要
バンド初の両A面シングル。オリジナルアルバムには未収録となったが、ベストアルバムの『13 PEBBLES 〜Single Collection〜』に初めて収録された。

## 収録曲
1. 流線型
作詞・作曲:真島昌利
「サッポロビール トライアングル ジンジャーハイボール」CM曲
2. 飛び乗れ!!ボニー!!
作詞・作曲:甲本ヒロト

全編曲：ザ・クロマニヨンズ

### 初回特典CD
「ザ・クロマニヨンズ ツアー2010-2011 ウンボボ月へ行く
Recorded at OSAKA umeda AKASO 2010.11.29
1. オートバイと皮ジャンパーとカレー
2. 伝書鳩
3. あったかい
4. 底なしブルー
5. ひらきっぱなし

- ライブ期間中にもかかわらず、ライブ音源を収録。

## 参加アーティスト
- 甲本ヒロト
- 真島昌利
- 小林勝
- 桐田勝治